# فونتانار
فونتانار (به اسپانیایی: Fontanar) یک دهستان در اسپانیا است که در استان گوادالاخارا واقع شده‌است. فونتانار ۱۵ کیلومتر مربع مساحت و ۱٬۲۶۳ نفر جمعیت دارد.